# Sandra Reynolds
Pour les articles homonymes, voir Reynolds et Price.
Ne pas confondre avec Candy Reynolds, également joueuse de tennis.
Sandra Reynolds, née le 4 mars 1939, est une joueuse de tennis sud-africaine des années 1950 et début 1960. Elle est aussi connue sous son nom de femme mariée, Sandra Reynolds-Price.
En 1960, elle a atteint la finale du simple dames à Wimbledon, où elle est battue par Maria Bueno. 
Associée à sa compatriote Renee Schuurman, elle a gagné quatre titres du Grand Chelem en double dames, dont trois fois Roland-Garros.
En double mixte, elle a remporté les Internationaux d'Australie avec Bob Mark, en 1959.